# Procoryphus straeleni
Procoryphus straeleni – gatunek kosarza z podrzędu Laniatores i rodziny Assamiidae.

## Występowanie
Gatunek został wykazany Zairu.